# 仲夏夜府城
《仲夏夜府城》是2013年臺灣公共電視台播映的一部電視電影，是廖士涵轉職導演的首部作品。《仲夏夜府城》由郭春暉製作、江信德製片，片長約90分鐘。《仲夏夜府城》在第48屆金鐘獎獲得五項提名，柯青每以本片奪得美術設計獎。

## 故事
1996年夏天的府城，一位討厭父親喝酒的少年小南，剛考上大學準備離家北上的前一晚，在外尋找酒醉的父親，巧遇尋找老家的正妹佳穎，在幫助她的時候穿梭在府城的巷弄間，卻莫名其妙被刺青客追逐。這個過程之中，小南重新溫故生活18年的家鄉，並遇見酒醉父親經常提起的赤崁樓烏龜，傳說會給人帶來好運的大烏龜。
導演表示希望藉由這一部作品，重新檢視自己與親人、與故鄉之間的關係，希望對父親及家鄉的情感也能引起觀眾的共鳴。

## 演出
- 巫建和 飾 小南
- 袁詠琳 飾 佳穎
- 喜翔 飾 小南爸
- 楊麗音 飾 小南媽
- 蘇品傑 飾 小小南
- 張再興 飾 刺青客
- 特別演出 蔡明修

## 榮譽
第48屆金鐘獎獲得五項提名：
- 迷你劇集／電視電影獎：安澤映畫有限公司（入圍）
- 迷你劇集／電視電影編劇獎：廖士涵、施虹如（入圍）
- 攝影獎：傅士英（入圍）
- 音效獎：陳安如、余政憲、張榮倚（入圍）
- 美術設計獎：柯青每（得獎）

## 前傳
《仲夏夜府城》的前傳《烏歸》是一部電影短片，入圍台北電影節「短片類」，於2013年7月1日及7月16日兩場上映，廖士涵執導，巫建和、喜翔和楊麗音演出。《烏歸》獲得第36屆金穗獎「一般作品獎」優等獎。
劇情描述為錢看盡人情冷暖的阿雄，在夜裡異想天開翻進赤崁樓，向石龜祈求好運降臨，沒想到喝醉的他竟在路上遇到一隻大烏龜！究竟是石龜顯靈？或是他醉後的幻覺？

## 外部連結
- 安澤映畫有限公司 （页面存档备份，存于）
- PTS公共電視台 （页面存档备份，存于）